# 佐原農業協同組合
佐原農業協同組合（さわらのうぎょうきょうどうくみあい、略称JA佐原、佐原農協）は、千葉県香取市に本所を置いていた農業協同組合。2020年（令和2年） 1月1日、多古町農業協同組合とともにかとり農業協同組合に合併され、解散した。

## 店舗
- 本店 - 〒287-0003 香取市佐原イ4149番地

## 脚註
1. ↑  『1月新生「ＪＡかとり」 かとり、佐原、多古町、合併認可 千葉』 日本農業新聞 2019年12月27日